# Otto Dowling
Otto Dowling, né le 28 février 1881 à Philadelphia en Illinois et mort le 14 avril 1946 à Trumbull au Connecticut, est un homme politique américain. Il est gouverneur des Samoa américaines de 1934 à 1936.